# Liste der Wandbilder in Bremen
In dieser Liste der Wandbilder in Bremen sind Wandbilder in Bremen aufgeführt. Einige von ihnen wurden im Laufe der Jahre übermalt, zerstört, zugebaut oder zusammen mit ihrer Wand abgerissen. Dies ist jeweils unter dem Punkt Status vermerkt.
Die Liste erhebt keinen Anspruch auf Vollständigkeit, wird aber fortlaufend ergänzt. 
Geordnet sind die einzelnen Werke zur besseren Übersicht nach ihrem Fertigstellungsdatum, eventuell noch feingliedriger in Monat und Tag. Sind zwei Bilder gleichzeitig (oder im selben Jahr) angebracht worden, sind sie in alphabetischer Reihenfolge aufgeführt. Sind Titel oder das Datum der Fertigstellung unbekannt, wird das Werk entweder unten an die Liste angefügt oder sinnvoll eingeordnet.

| Titel                                            | Bild                                    | Fertiggestellt         | Anlass                                                                | Entwurf                               | Ausführung                            | Ort des Wandbilds                                              | Größe                    | Besonderheiten | Status                                                         | Info                                  |
| ------------------------------------------------ | --------------------------------------- | ---------------------- | --------------------------------------------------------------------- | ------------------------------------- | ------------------------------------- | -------------------------------------------------------------- | ------------------------ | --- | -------------------------------------------------------------- | ------------------------------------- |
| Sebaldsbrücker Heerstraße                        | Wandbild Sebaldsbrücker Heerstraße      | 1976                   |                                                                       | Gerd Garbe (1935–2019)                |                                       | Bunker am Sebaldsbrücker Bahnhof                               | 9,2 m × 56 m             | 2005 erfolgte eine Restaurierung und Überarbeitung, die Veränderung des Straßenbildes wurde motivisch und inhaltlich aufgenommen.                         | erhalten                                                       | k: kunst im öffentlichen raum bremen  |
| Blick aus dem Fenster                            | Blick aus dem Fenster                   | 1976, 1986 restauriert | auch als Kritik gedacht gegen den Kahlschlag im Ostertorviertel       | Peter Krüger                          | Peter Krüger                          | Auf den Häfen 30–32 (Lage)                                     | 18 m × 10,5 m            | – | erhalten                                                       | k: kunst im öffentlichen raum bremen  |
| Kornähre                                         | Wandbild Sebaldsbrücker Heerstraße      | 1977                   |                                                                       | Jürg Andermatt                        |                                       | Hardenbergstraße                                               | Höhe 26,4 m              | |                                                                | k: kunst im öffentlichen raum bremen  |
| Hervorragende Bremer Fenster                     |                                         | 1978                   |                                                                       | Jimmi D. Paesler                      | Jimmi D. Paesler                      | Wachtstraße, Parkplatz Böttcherstraße                          | 14 m × 16 m              | | nicht erhalten                                                 | k: kunst im öffentlichen raum bremen  |
| Der alles sprengende Lauf des Geldes             |                                         | 1978                   |                                                                       | Jimmi D. Paesler                      | Jimmi D. Paesler                      | Woltmershauser Straße 152 (Bunker)                             | 10 m × 30 m              | | erhalten                                                       | Der alles sprengende Lauf des Geldesl |
| Filmstreifen                                     |                                         | 1978                   |                                                                       | Peter Grosse und Arno Bojahr          | Peter Grosse und Arno Bojahr          | Schevemoorer Landstraße (Lage)                                 | 5 m × 100 m              | – | nicht erhalten                                                 | k: kunst im öffentlichen raum bremen  |
| Findorff und seine Bewohner                      | Findorff und seine Bewohner             | 1980                   |                                                                       | Thomas Hartmann                       | Thomas Hartmann                       | Neukirchstraße, Bemalung der Längsseite des Bunkers II         | 7 m × 10 m               | – | erhalten                                                       | k: kunst im öffentlichen raum bremen  |
| Idylle und Gewalt                                |                                         | 1981                   | Kunstförderung                                                        | Rolf Thiele                           |                                       | Bunker an der Kornstraße                                       | 10 m × 55 m              | – | erhalten                                                       | Bunker an der Kornstrasse             |
| Blühender Park                                   | Blühender Park                          | 1982                   |                                                                       | Helmut Streich                        | Helmut Streich                        | südöstliche Wand des Bunkers Scharnhorststraße 15              | 10 m × 20 m              | – | erhalten (inzwischen etwas verblasst, aber noch gut erkennbar) | k: kunst im öffentlichen raum bremen  |
| Wandbild „Den Gegnern und Opfern des Faschismus“ | Den Gegnern und Opfern des Faschismus   | 1984                   | Andenken für die Opfer des Bremer Konzentrationslagers, das KZ Mißler | Jürgen Waller                         | Jürgen Waller                         | Bunker an der Admiralstraße (Lage)                             | 23 m × 19 m              | – | erhalten                                                       | k: kunst im öffentlichen raum bremen  |
| Faschismus und Widerstand                        | Faschismus und Widerstand (Teilansicht) | 1985                   |                                                                       | Thomas Recker                         | Thomas Recker                         | Bunkerwand Am Rosenberg                                        | 9,5 m × 25 m             | – | erhalten, Bewuchs, Beschädigungen                              | k: kunst im öffentlichen raum bremen  |
| Die Bibliothek von Adam Riese                    |                                         | 1986                   |                                                                       | Mathias Spiecker                      | Mathias Spiecker                      | Schule Koblenzer Straße (Lage)                                 | 20 m × 18 m; 10 m × 10 m | – | nicht erhalten                                                 | k: kunst im öffentlichen raum bremen  |
| Frère Jacques, dormez-vous?                      | Frère Jacques, dormez-vous?             | 1987                   |                                                                       | Jub Mönster                           | Jub Mönster                           | Schule Auf der Hohwisch 61–63 (Lage)                           | 10 m × 10 m              | – | erhalten                                                       | k: kunst im öffentlichen raum bremen  |
| Galerie in der Stadt, Bild 1                     |                                         | 1987                   |                                                                       | Gerhard Schlüter                      | Gerhard Schlüter                      | am Waller Bahnhof / Brückenwiderlager am Osterfeuerberger Ring | 2,5 m × 3,5 m            | Tafelbild mit Rahmen, erstes Bild einer Reihe von insgesamt 8 Bildern verschiedener Künstler („Galerie in der Stadt“) an diesem Standort                  | erhalten                                                       | k: kunst im öffentlichen raum bremen  |
| Nostalgie                                        |                                         | 1987                   |                                                                       | Jub Mönster                           | Jub Mönster                           | Woltmershauser Straße 174                                      | 2,5 m × 3,5 m            | | nicht erhalten                                                 | Nostalgie                             |
| o. T. (Wandgestaltung)                           |                                         | 1988                   |                                                                       | Birgit Hansen, Gerhard Schlüter       | Birgit Hansen, Gerhard Schlüter       | Woltmershauser Straße 241                                      |                          | Wandgestaltung einer geschlossenen Giebelwand als Kombination aus farbig gestalteten Fassadenverkleidungsplatten und einer Wandmalerei im unteren Bereich | erhalten                                                       | k: kunst im öffentlichen raum bremen  |
| Gulliver in Liliput                              | Gulliver in Liliput                     | ?                      |                                                                       | ?                                     | ?                                     | ?                                                              | ?                        | – | erhalten                                                       |                                       |
| En passant                                       | En passant                              | 2001 (2004 überholt)   |                                                                       | Jub Mönster                           | Jub Mönster                           | Am Dobben 23 (Lage)                                            | < 18 m × 12,5 m          | – | erhalten                                                       | k: kunst im öffentlichen raum bremen  |
| Achterdieksee                                    | Toilettenhaus Achterdieksee             | 2003                   |                                                                       | unbekannt                             | unbekannt                             | Toilettenhaus an der Südseite des Achterdieksees (Lage)        |                          | – | erhalten                                                       |                                       |
| Gruß aus Hemelingen                              | Gruß aus Hemelingen                     | 2005                   | Stadtsanierung Hemelingen                                             | Jürgen Schmiedekampf, Jana Przygodzki | Jürgen Schmiedekampf, Jana Przygodzki | Hemelinger Bahnhofstraße (Lage)                                | –                        | | erhalten                                                       |                                       |
| unbekannter Titel                                | o. T.                                   | 2010                   |                                                                       | ?                                     | ?                                     | Blücherstraße Ecke Sielwall (Lage)                             | –                        | | erhalten                                                       |                                       |